# Пожар в завод „Първи май“
Пожарът в завод „Първи май“ е промишлена авария, станала на 23 февруари 1951 година в керамичния завод „Първи май“ в Плевен.
Пожарът започва в 21 часа и бързо обхваща новопостроена част на завода, предназначена за сушене и изпичане на каменинови тръби. Причина за това става нарушение на технологичния процес – към 20 часа и 30 минути няколко работници отварят капаци на една от разположените в цеха пещи, за да може тя да изстине по-бързо и да бъде подготвена за следващия производствен цикъл на следващата сутрин. Пожарът нанася щети на сгради и оборудване, оценявани на 10 милиона лева (около 95 хиляди евро от 2015 година).
„Държавна сигурност“ използва аварията за организирането на монтиран пропаганден процес за „саботаж“. Главен обвиняем е бившият собственик на завода, който след неговата национализация е назначен за технически директор, за да може предприятието да продължи да функционира. Той е обвинен в организирането на група от 7 работници, враждебни на комунистическия режим, които умишлено предизвикали пожара, за да прикрият лошото качество на произвежданата от тях продукция.